# Karl Neumann (Schriftsteller, 1878)
Karl Neumann (* 26. Juli 1878 in Nienstedten; † 15. Juli 1935 in Wetzlar) war ein deutscher Schriftsteller, der unter dem Pseudonym Max Dortu publizierte.

## Leben
Karl Neumann wuchs in Norddeutschland auf, doch die Familie wanderte 1894 nach Italien aus, wobei der 16-Jährige nach Stationen am Gardasee und in Venedig ausriss. Er schlug sich dann als Seefahrer und Vagabund durch Europa, bis er 1906 heiratete. 1914 verweigerte er die Teilnahme am Ersten Weltkrieg, wurde vor das Kriegsgericht gestellt und in eine Irrenanstalt eingeliefert. Der überzeugte Sozialist lebte später in Wetzlar. Seine wenigen Bücher handeln zumeist von proletarischer Arbeit. 1920 veröffentlichte er zahlreiche Gedichte in der Zeitschrift Die Aktion. Das Pseudonym Max Dortu geht auf den 1849 in Freiburg im Breisgau hingerichteten Revolutionär Maximilian Dortu zurück und wurde von ihm auch im privaten Umfeld genutzt. „In seinem Roman Großstadt aus dem Jahr 1922 lässt der Schriftsteller seine namenlose Hauptfigur an der Anonymität und Hektik der Stadt Berlin fast zerbrechen“.

## Werke
- Wir Männer vom Steinbruch. Ein Erlebnisbuch fürs Proletariat. Verlagsgenossenschaft Freiheit, Berlin 1921; auch 1925 im Roter Türmer-Verlag, Wien/Leipzig
- Ein buntes proletarisches Skizzenbuch. Verlagsgenossenschaft Freiheit, Berlin 1921.
- Thomas Münzer. Lothar Joachim, Leipzig 1922.
- Männer vom Bau. Lothar Joachim, Leipzig 1922.
- Großstadt. Lothar Joachim, Leipzig 1922.
- Der gebändigte Abenteurer. Feuerverlag, Leipzig
- Proletarisches Skizzenbuch. Roter Türmer-Verlag, Leipzig/Wien, 1925